# Tipula biserra
Tipula biserra är en tvåvingeart som beskrevs av Edwards 1921. Tipula biserra ingår i släktet Tipula och familjen storharkrankar.
Artens utbredningsområde är Taiwan. Inga underarter finns listade i Catalogue of Life.